# Познер, Майк
Майкл "Майк" Роберт Генрион Познер (англ. Michael "Mike" Robert Henrion Posner; род. 12 февраля 1988, Детройт, США) — американский певец, композитор и продюсер.

## Жизнь и карьера
Познер родился в Детройте, штат Мичиган, в семье фармацевта и адвоката. Отец Майка исповедует иудаизм, а мать католицизм. Познер учился в Wylie E. Groves High School и в Университете Дьюка, а также являлся членом братства Sigma Nu (ΣΝ).
Популярность к Майку пришла после того, как он выложил на YouTube свою кавер-версию хита Бейонсе — Halo.
Свой первый микстейп — сборник песен, сведенных в единый трек — Майк сделал для вечеринки друзей по кампусу. В его записи приняли участие Don Cannon и DJ Benzi. Вскоре микстейпы Познера (включавшие и его собственные песни) разлетелись по студенческим общежитиям Америки, и его стали приглашать на диджей-сеты соседние университеты, а там и в клубы по всей стране. "Я совершенно не рассчитывал ни на какой коммерческий успех", — говорит сегодня Майк, — "все это получилось совершенно неожиданно". Тогда же молодым музыкантом заинтересовались на Jive Records — подразделении Sony Music. Прослушав сольный материал Познера, менеджеры лейбла нашли его превосходным, и с легким сердцем согласились подождать с записью, пока их подопечный не закончит своё образование.
Его дебютный альбом 31 Minutes to Takeoff (31 минута до взлёта) был выпущен 10 августа 2010 года. Первый сингл с альбома, "Cooler Than Me", по состоянию на 3 июля поднялся в рейтинге Billboard Hot 100 до 6 места. На этот сингл был снят клип, для съемок которого использовалась трехмерная графика.
Второй сингл "Please Don't Go" вышел 20 июля 2010 года.
Познер принял участие в программе America's Got Talent 28 июля 2010 года.

## Дискография

### Альбомы
| Год  | Название                                                                |
| ---- | ----------------------------------------------------------------------- |
| 2010 | 31 Minutes to Takeoff - Дата выхода: 10 августа 2010 - Лейбл: J Records |

### Сборники песен
| Год  | Название                                             |
| ---- | ---------------------------------------------------- |
| 2009 | A Matter of Time - Дата выхода: 28 февраля 2009      |
| 2009 | One Foot Out the Door - Дата выхода: 29 октября 2009 |

### Синглы
| Год  | Сингл             | Позиция в чате | Позиция в чате | Позиция в чате | Позиция в чате | Альбом                |
| Год  | Сингл             | US             | US Pop         | CAN            | NZ             | Альбом                |
| ---- | ----------------- | -------------- | -------------- | -------------- | -------------- | --------------------- |
| 2010 | "Cooler Than Me"  | 6              | 4              | 5              | 3              | 31 Minutes to Takeoff |
| 2010 | "Please Don't Go" | —              | —              | —              | —              | 31 Minutes to Takeoff |

- I Took a Pill in Ibiza (2015-16)

### Музыкальные видео
| Год  | Название         | Режиссёр      |
| ---- | ---------------- | ------------- |
| 2010 | "Cooler Than Me" | Jason Beattie |